# Nurminka
Nurminka (en rus: Нурминка) és un poble (un possiólok) de l'óblast de Kírov, a Rússia, segons el cens del 2010 tenia 87. Pertany al districte (raion) de Viàtskie Poliani.